# 区域变质作用

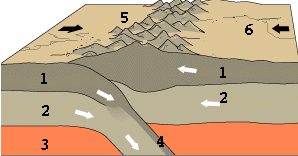
发生区域变质作用的辐合带。

区域变质作用（regional metamorphism）是在一定区域内发生的、由多种变质因素参与下形成的一种变质作用，常发生在特定的构造部位，通过变质作用演化特点的研究可以追索变质岩系在变质作用发生的过程中所处的构造环境。